# Sommer-Paralympics 2020/Teilnehmer (Refugee Paralympic Team)
| stlisierte Goldmedaille | stlisierte Silbermedaille | stlisierte Bronzemedaille |
| ----------------------- | ------------------------- | ------------------------- |
| —                       | —                         | —                         |

In das Flüchtlingsteam (englisch Refugee Paralympic Team) waren für die Paralympischen Spiele 2020 in Tokio (24. August bis 5. September 2021) vom Internationalen Paralympischen Komitee (IPC) eine Athletin und fünf Athleten aufgenommen worden. Darunter die beiden Sportler Ibrahim Al Hussein und Shahrad Nasajpour, die 2016 in Rio de Janeiro das Team der Unabhängigen Paralympicsteilnehmer bildeten.

## Mitglieder der Mannschaft
| Name               | Heimatland  | Aufnahmeland       | Sportart       | Disziplin  |
| ------------------ | ----------- | ------------------ | -------------- | ---------- |
| Parfait Hakizimana | Burundi     | Ruanda             | Taekwondo      |            |
| Ibrahim Al Hussein | Syrien      | Griechenland       | Schwimmen      |            |
| Alia Issa          | Syrien      | Griechenland       | Leichtathletik | Keulenwurf |
| Abbas Karimi       | Afghanistan | Vereinigte Staaten | Schwimmen      |            |
| Anas Al Khalifa    | Syrien      | Deutschland        | Parakanu       |            |
| Shahrad Nasajpour  | Iran        | Vereinigte Staaten | Leichtathletik | Diskuswurf |

## Teilnehmer nach Sportarten

### Leichtathletik
Frauen
- Alia Issa

Männer
- Shahrad Nasajpour

### Parakanu
- Anas Al Khalifa

### Schwimmen
- Ibrahim Al Hussein
- Abbas Karimi

### Taekwondo
- Parfait Hakizimana